# Falcileptoneta
Genre
Falcileptoneta est un genre d'araignées aranéomorphes de la famille des Leptonetidae.

## Distribution
Les espèces de ce genre se rencontrent au Japon, en Corée du Sud, en Chine et à Taïwan.

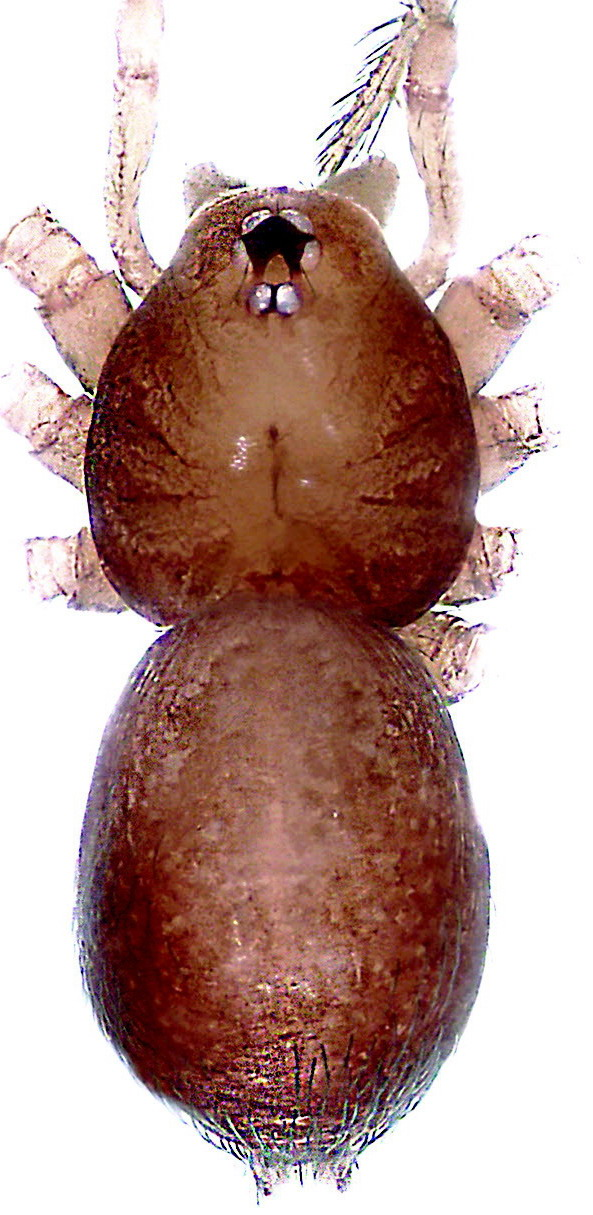
Falcileptoneta naejangsan

## Liste des espèces
Selon World Spider Catalog (version 26, 14/02/2025) :
- Falcileptoneta aichiensis Irie & Ono, 2007
- Falcileptoneta alboclavata Oh & Lee, 2023
- Falcileptoneta amakusaensis Irie & Ono, 2005
- Falcileptoneta ananensis Irie, 2016
- Falcileptoneta anocellata (Chen, Zhang & Song, 1986)
- Falcileptoneta arquata (Song & Kim, 1991)
- Falcileptoneta asuwana (Nishikawa, 1981)
- Falcileptoneta baegunsanensis Xu, Kim, Yoo, Nam & Li, 2019
- Falcileptoneta bifurca Seo, 2015
- Falcileptoneta boeunensis Seo, 2015
- Falcileptoneta caeca Yaginuma, 1972
- Falcileptoneta chiakensis Seo, 2015
- Falcileptoneta coreana (Paik & Namkung, 1969)
- Falcileptoneta cornuta Seo, 2015
- Falcileptoneta decemspina Oh & Lee, 2023
- Falcileptoneta digitalis Seo, 2015
- Falcileptoneta dolsan Lan, Zhao, Kim, Yoo, Lee & Li, 2021
- Falcileptoneta geumdaensis Seo, 2016
- Falcileptoneta geumsanensis Seo, 2016
- Falcileptoneta gotoensis Irie & Ono, 2005
- Falcileptoneta hansanensis Seo, 2015
- Falcileptoneta higoensis (Irie & Ono, 2003)
- Falcileptoneta huisunica (Zhu & Tso, 2002)
- Falcileptoneta hwanseonensis (Namkung, 1987)
- Falcileptoneta inabensis (Nishikawa, 1982)
- Falcileptoneta inagakii Irie & Ono, 2011
- Falcileptoneta innuta Oh & Lee, 2023
- Falcileptoneta iriei (Komatsu, 1967)
- Falcileptoneta japonica (Simon, 1893)
- Falcileptoneta jindoensis Oh & Lee, 2023
- Falcileptoneta juwangensis Seo, 2015
- Falcileptoneta kugoana (Komatsu, 1961)
- Falcileptoneta lingqiensis (Chen, Shen & Gao, 1984)
- Falcileptoneta maewhaensis Seo, 2016
- Falcileptoneta melanocomata (Kishida, 1939)
- Falcileptoneta moakensis Seo, 2015
- Falcileptoneta monodactyla (Yin, Wang & Wang, 1984)
- Falcileptoneta musculina (Komatsu, 1961)
- Falcileptoneta naejangenesis Seo, 2015
- Falcileptoneta naejangsan Lan, Zhao, Kim, Yoo, Lee & Li, 2021
- Falcileptoneta nigrabdomina (Zhu & Tso, 2002)
- Falcileptoneta odaesanensis Xu, Kim, Yoo, Nam & Li, 2019
- Falcileptoneta ogatai Irie & Ono, 2007
- Falcileptoneta okinawaensis Komatsu, 1972
- Falcileptoneta satsumaensis Irie & Ono, 2005
- Falcileptoneta secula (Namkung, 1987)
- Falcileptoneta shuanglong Wang & Li, 2020
- Falcileptoneta simboggulensis (Paik, 1971)
- Falcileptoneta soboensis Irie & Ono, 2005
- Falcileptoneta speciosa (Komatsu, 1957)
- Falcileptoneta stilla Oh & Lee, 2023
- Falcileptoneta striata (Oi, 1952)
- Falcileptoneta sunchangensis Seo, 2016
- Falcileptoneta taiwanensis (Zhu & Tso, 2002)
- Falcileptoneta taizhensis (Chen & Zhang, 1993)
- Falcileptoneta tajimiensis Irie & Ono, 2011
- Falcileptoneta taoqii Yu & Lin, 2025
- Falcileptoneta tofacea Yaginuma, 1972
- Falcileptoneta triformis Oh & Lee, 2023
- Falcileptoneta tsushimensis (Yaginuma, 1970)
- Falcileptoneta uenoi (Taginuma, 1963)
- Falcileptoneta umyeonsanensis Xu, Kim, Yoo, Nam & Li, 2019
- Falcileptoneta unmunensis Seo, 2015
- Falcileptoneta usihanana (Komatsu, 1961)
- Falcileptoneta yamauchii (Nishikawa, 1982)
- Falcileptoneta yebongsanensis (Kim, Lee & Namkung, 2004)
- Falcileptoneta yongdamgulensis (Paik & Namkung, 1969)
- Falcileptoneta zenjoenis (Komatsu, 1965)

## Systématique et taxinomie
Ce genre a été décrit par Komatsu en 1970 dans les Leptonetidae.

## Publication originale
- Komatsu, 1970 : « A new genus and a new species of Japanese spiders (Falcileptoneta  n. g. and Sarutana kawasawai n. sp., Leptonetidae). » Acta arachnologica, vol. 23, no 1, p. 1-12 (texte intégral).